# Шланлыкулево
Шланлыкулево (баш. Шланлыкүл) — деревня в Буздякском районе Башкортостана, относится к Арслановскому сельсовету.

## История
Шланлыкулево было основано в XIX веке башкирами Канлинской волости Казанской дороги на вотчинных землях. Являлась центром 12-го башкирского кантона.
В «Списке населенных мест по сведениям 1870 года», изданном в 1877 году, населённый пункт упомянут как деревня Шланлыкулева 3-го стана Белебеевского уезда Уфимской губернии. Располагалась при речке Кидаше, по левую сторону Казанского почтового тракта из Уфы, в 65 верстах от уездного города Белебея и в 45 верстах от становой квартиры в селе Шаран (Архангельский Завод). В деревне, в 201 дворе жили 1389 человек (687 мужчин и 702 женщины, татары, башкиры), были 2 мечети, училище, водяная мельница.
Население занимались скотоводством и земледелием. В 1906 году были учтены 3 мечети, министерская и земская школы.

## Население
| 2002 | 2009 | 2010 |
| ---- | ---- | ---- |
| 282  | ↗283 | ↘251 |

Согласно переписи 2002 года, преобладающие национальности — татары (68 %), башкиры (30 %).

## Географическое положение
Расстояние до:
- районного центра (Буздяк): 8 км,
- центра сельсовета (Старые Богады): 5 км,
- ближайшей ж/д станции (Буздяк): 6 км.

## Известные уроженцы
- Байтеряков, Нурэль-Гаян Нуриахмедович (1890—1974) — хирург. Полковник медицинской службы (1959), Заслуженный врач РСФСР и БАССР (1957). Один из организаторов здравоохранения Башкортостана.
- Качаев Аюп Габдулхакович (11 октября 1920 года - 11 сентября 2015 года) - Участник Великой Отечественной войны. Прошел Боевой путь от Сталинграда до Берлина. Служил 2 года в Берлинском гарнизоне.
- Ильяс Кудашев-Ашказарский (1884—1942) — один из основателей татарского профессионального театра, актер и режиссёр.
- Сыртланов, Алиоскар Шахайдарович (1875—1912) — депутат Государственной Думы III созыва. Подполковник в отставке, присяжный поверенный.
- Сыртланов, Равиль Шахайдарович (1877—1916) — генерал-майор Генерального штаба, участник Первой мировой войны.
- Сыртланов, Шахайдар Шахгарданович (1847—??) — башкирский дворянин, депутат Государственной Думы I созыва и II созыва от Уфимской губернии, почётный мировой судья.
- Тухватуллин, Якуб Зайнуллович (8 июня 1923 года — 16 июля 2010 года) — мастер Уфимской ТЭЦ № 2 «Башкирэнерго», Герой Социалистического Труда, отличник энергетики и электрификации СССР (1983).